# Караванке
Караванке (словен. Karavanke, нем. Karawanken) — горный хребет в Южных Известняковых Альпах, формирует естественную границу между Австрией и Словенией. Хребет простирается с запада на восток на 120 км и является самым длинным горным хребтом в Европе.
Самая высокая точка хребта — гора Великий Стол (нем. Hochstuhl, словен. Veliki Stol), 2236 м. К хребту принадлежит плато Межакла. У северного подножья хребта расположено альпийское озеро Факер-Зе.
Хребет сложен известняками и доломитами. Гребень сильно расчленён, склоны с австрийской стороны крутые и скалистые, со словенской — более пологие, покрытые широколиственным и хвойным лесом. Выше 1700—1800 м располагаются кустарники и альпийские луга.
Хребет Караванке популярен среди альпинистов, со многих вершин открывается отличный вид на долину реки Драва, где расположен австрийский город Клагенфурт, и долину реки Сава, в которой находится столица Словении — Любляна.
Под западной частью хребта проходит железнодорожный и автомобильный Караванкский тоннель, соединяющий города Филлах и Есенице.